# Storthoptera
Storthoptera là một chi bướm đêm thuộc họ Noctuidae.